# Amador Pines (Californie)
Amador Pines est une census-designated place du comté d'Amador, dans l'État de Californie, aux États-Unis. En 2020, elle compte une population de 1 118 habitants.